# Kanton Mauges-sur-Loire
Der Kanton Mauges-sur-Loire (früher La Pommeraye) ist seit 2015 eine französische Verwaltungseinheit im Arrondissement Cholet, im Département Maine-et-Loire und in der Region Pays de la Loire; sein Hauptort ist Mauges-sur-Loire.

## Gemeinden
Der Kanton besteht aus zwei Gemeinden mit insgesamt 35.489 Einwohnern (Stand: 1. Januar 2022) auf einer Gesamtfläche von 348,21 km²:
| Gemeinde                | Einwohner 1. Januar 2022 | Fläche km² | Dichte Einw./km² | Code INSEE | Postleitzahl                      |
| ----------------------- | ------------------------ | ---------- | ---------------- | ---------- | --------------------------------- |
| Mauges-sur-Loire        | 18.514                   | 191,87     | 96               | 49244      | 49110, 49290, 49410, 49570, 49620 |
| Orée d’Anjou            | 16.975                   | 156,34     | 109              | 49069      | 49270, 49530                      |
| Kanton Mauges-sur-Loire | 35.489                   | 348,21     | 102              | 4916       | –                                 |

## Veränderungen im Gemeindebestand seit der landesweiten Neuordnung der Kantone
2015:
- Fusion Beausse, Botz-en-Mauges, Bourgneuf-en-Mauges, La Chapelle-Saint-Florent, La Pommeraye, Le Marillais, Le Mesnil-en-Vallée, Montjean-sur-Loire, Saint-Florent-le-Vieil, Saint-Laurent-de-la-Plaine und Saint-Laurent-du-Mottay → Mauges-sur-Loire
- Fusion Bouzillé, Champtoceaux, Drain, Landemont, La Varenne, Liré, Saint-Christophe-la-Couperie, Saint-Laurent-des-Autels und Saint-Sauveur-de-Landemont → Orée d’Anjou